# Forrestalklasse

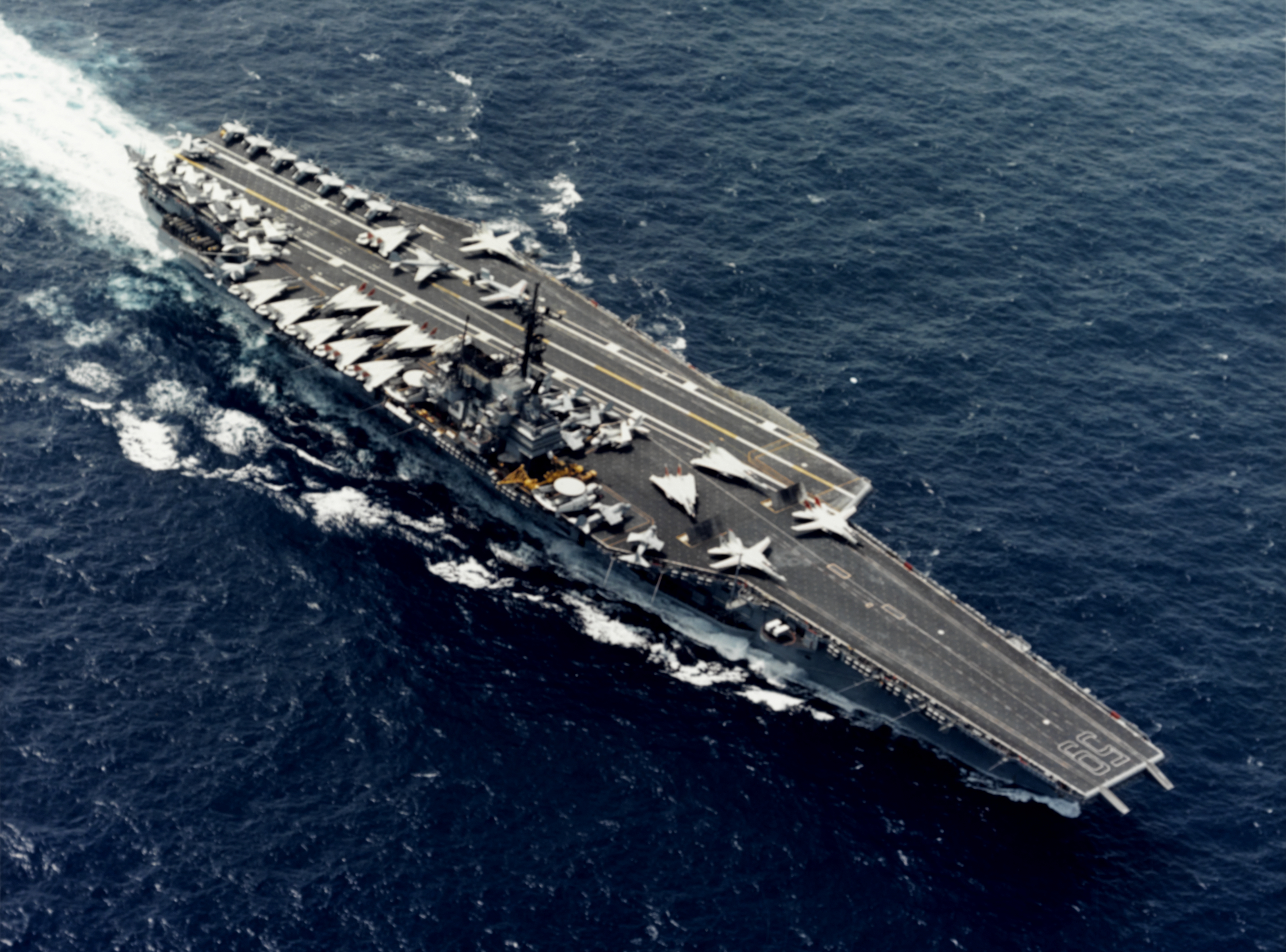
USS Forrestal

De Forrestalklasse vliegdekschepen was een vierscheeps klasse ontworpen en gebouwd voor de United States Navy in de jaren 50. De Forrestalklasse was de eerste klasse "supercarriers" van de Navy, zo genoemd door toentertijd uitermate hoge tonnage (75.000 ton, 25% meer dan de WOII Midwayklasse), volle integratie van het hoekdek, als waren de Forrestal en de Saratoga neergelegd voor een conventioneel dek en veranderd tijdens constructie, een zeer groot eiland en, het belangrijkst, een heel grote luchtvloot, van 80 tot 100 vliegtuigen, in verhouding tot 65-75 voor de Midwayklasse en minder dan 50 voor de Essexklasse. Vergeleken met de Midwayklasse waren de Forrestals 30 meter langer en bijna 10 meter breder, wat resulteerde in een veel stabieler vliegtuigplatform, zelfs in slecht weer. Toen ze in dienst werden genomen, had de Forrestalklasse de ruimste hangardekken en grootste vliegdek van alle vliegdekschepen tot dan toe gebouwd. Door hun enorme grootte hadden ze een nieuw ontwerp, waarbij het vliegdek en de romp als een geheel waren ontworpen, terwijl eerder het vliegdek echt boven op de romp werd gebouwd. De Midwayklasse schepen lagen heel diep in het water en waren slechte schepen gedurende hun lange carrière, ze waren erg nat van voren en hadden slechte vliegkarakteristieken. De diepere Forrestal romp stond de schepen meer hoogte boven de zeelijn toe en daardoor betere zeegang. De Forrestalklasse was de eerste grote klasse die werd ontworpen zonder bepantsering. 
De schepen van de Forrestalklasse waren de eerste voorbeelden van supercarriers en daardoor geen perfect ontwerp, met name de liften waren niet goed geplaatst voor het handig opereren met vliegtuigen. De bakboordlift, een overblijfsel van het originele axiale dekontwerp, was bijna compleet nutteloos omdat hij was gesitueerd aan het begin van het hoekdek, waardoor hij zowel in de landingsbaan als in de baan van vliegtuigen gelanceerd van katapults 3 en 4 lag. In de volgende klasse, de Kitty Hawkklasse, werd deze lift verplaatst de achterzijde van het hoekdek, en wisselde de positie van het eiland met de stuurboordlift, waardoor de vliegtuigafhandeling veel beter werd. De kanonnen leden onder een slecht bereik en gecompliceerde vuurbogen en waren gesitueerd in zeer natte, en daardoor bijna nutteloze posities in de boeg en achtersteven. Ze werden na een paar jaar ook al verwijderd en vervangen door raketten en CIWS wapens. In de Forrestal bleven de achterste kanonnen nog tot de brand van 1967, waarna ze werden verwijderd en uiteindelijk vervangen door raketten in de midden jaren 70.
Het originele design van de Forrestals behelsde onder meer een heel klein, intrekbaar eiland. Dit ontwerp had vele problemen, het mechanisme om het eiland te liften was nooit geperfectioneerd voor het hoekdek werd toegevoegd aan het ontwerp, en rook van het dek werd gezien als een groot probleem door het gebrek aan adequate ventilatie. Het herontwerp naar een hoekdek stond een veel groter eiland toe, veel groter dan op voorgaande vliegdekschepen, waardoor een gigantische flexibiliteit en controle bij vluchtoperaties werd gegeven. 
Alle vier de schepen zijn geschrapt uit het Naval Vessel Register en uiteindelijk versleept naar een sloopwerf in Brownsville. Aanvankelijk werden de ex-Forrestal en ex-Independence aangewezen om tot zinken  te worden gebracht als doelen. De ex-Saratoga en ex-Ranger werden aangeboden als museumschip, maar daar was onvoldoende  geld voor beschikbaar. 

## Schepen
|                      | Kiel gelegd   | Tewatergelaten | In dienst gesteld | Uit dienst gesteld | Status                             |
| -------------------- | ------------- | -------------- | ----------------- | ------------------ | ---------------------------------- |
| Forrestal (CV-59)    | juli 1952     | december 1954  | oktober 1955      | september 1993     | 2014–2015, gesloopt in Brownsville |
| Saratoga (CV-60)     | december 1952 | oktober 1955   | april 1956        | augustus 1994      | 2014–2018, gesloopt in Brownsville |
| Ranger (CV-61)       | augustus 1954 | september 1956 | augustus 1957     | juli 1993          | 2015–2017, gesloopt in Brownsville |
| Independence (CV-62) | juli 1955     | juni 1958      | januari 1959      | september 1998     | 2017–2019, gesloopt in Brownsville |